# 雅伊布谷
雅伊布谷（鄒語：Yaipuku），是台灣鄒族傳說中的一位英雄，亦是特富野社的頭目與征帥（Eozomu/Yuozomx/Yuozomü），他以其智謀多次擊敗部落的敵人、保護部落、並且擴大了部落的勢力。

## 身世
雅伊布谷來自Kautuana氏族，是特富野傳說中擁有異能的頭目：阿給亞姆馬的氏族Vayayana（汪）的旁支，由於阿給亞姆馬的後代絕嗣，因此由他來繼承頭目。關於他生活的年代現在還不清楚，但大致上為清領時期期間、早於日治時期。

## 傳說
雅伊布谷繼承頭目之後，多次帶領部落戰勝跟同族或異族之間的戰爭。

### 擊敗伊姆諸
伊姆諸（Imucu）社跟特富野社過去經常因為勢力範圍問題而發生衝突，過去在一次交手並敗給特富野後，伊姆諸的人便懷恨在心，後來在某一次收穫祭結束後，伊姆諸社的人邀請特富野社的親友來飲宴，有四名別西氏族的男子和一些婦女前往赴約，但在宴會進行時，伊姆諸社卻突然發難，殺光了在場的特富野社男子，並放婦女回去對他們宣戰，約定十天後交戰，特富野社的人在憤怒之下，還把日期改為五天。
當時伊姆諸社相當強盛，在許多地方都有分社，實力相當強悍，因此雅伊布谷決定故意延遲一天以降低對手戒心。五天後，沒有等到敵人的伊姆諸社以為特富野社害怕不敢迎敵，便解除了武裝待在庫巴（男子會所）裡休息，雅伊布谷趁機帶領族人發動襲擊，殺光裡面的男性，贏得戰爭，這一戰讓伊姆諸社力量大減、逐漸走向滅亡。

### 逼和達庫布揚
有一次雅伊布谷帶領族人去鄰近的達庫布揚（Takupuyanʉ，布農族蘭社群）獵首，當時該社大多數的男子都在山上打獵，所以他們只殺了部落中留守的人便回去，幾天後，雅伊布谷帶著部落中的征將蔑埃西（Meaishi），兩人沒有武裝就走進了達庫布揚的部落，達庫布揚人雖然對他們很憤怒，但都不敢靠近他們。兩人最後來到頭目家，表示想要跟他們談和，而這時部落中的男性都武裝起來集結在外，全體跺足並用槍矛敲地，要求殺了他們報仇，雅伊布谷和蔑埃西一點也不害怕，反而表示就算當時其他男性也在場，也會被他們殺死，此舉徹底激怒了達庫布揚人，對他們發起攻擊，但這時雅伊布谷起身將攀在屋子石壁上的粗藤拉斷、蔑埃西則是當場抓住一隻活豬撕成碎片，嚇得達庫布揚人放下武器、願意和解。

### 擊退漢人軍隊
漢人勢力入侵鄒族的山區後，雙方的關係便逐漸緊張起來，漢人雖然很想進佔鄒族的山林，但因為鄒族過於強悍而不敢輕舉妄動，直到有一次，清朝的官員得知特富野社因為天花而人口大減、壯丁只剩三十人，認為是消滅他們的機會，便派出了軍隊，消息傳到特富野後，雅伊布谷認為他們的力量不能跟漢人軍隊正面衝突，因此決定親自出使漢人官府求情，雖然沒有阻止軍隊，但其事先派出部落中的女性，打扮性感，在路上迎接漢人軍隊，謊稱特富野社已經無力對抗並且向他們求饒，取得他們的信任並幫他們帶路、拿行李，並且趁機在過河時弄濕槍裡的火藥，再把軍隊引導到一處峭壁旁邊，特富野的戰士在這時發動襲擊，將漢人全數殺光，而放回去的兩個漢人也在回程路上被遇到的雅伊布谷所殺。全軍覆沒讓清朝政府相當震驚、很長一段時間都不敢再接近鄒族生活的區域。

## 影響
由於雅伊布谷多次擊敗外敵，在他統治的期間內，特富野部落的勢力擴張至極盛，他的事蹟後來在部落裡被傳頌著，族人將他視為部落的英雄，他的名字只有他們家族的人可以使用。